# Götz Diergarten
Götz Diergarten (* 23. Dezember 1972 in Mannheim) ist ein deutscher Fotograf. Wesentliches Kennzeichen seiner Bild-Serien ist eine konzeptionelle Verbindung von Typologie und Farbe.

## Leben und Wirken

### Leben
Götz Diergarten studierte von 1993 bis 1998 an der Kunstakademie Düsseldorf Freie Kunst und Fotografie bei Bernd Becher, er schloss sein Studium mit dem Akademiebrief (Diplom) ab. Bis zum Jahr 2000 setzte er sein Studium an der Hochschule für Gestaltung und Kunst in Zürich fort. Er erhielt einige Preise (zum Beispiel 1999 den 1. Preis für Junge Kunst der Künstlergilde Ulm, 2010 den Pfalzpreis für Bildende Kunst) sowie Stipendien, unter anderem 2002 das England-Stipendium des Landes Rheinland-Pfalz, 2003 das Hasselblad-Stipendium und 2005 einen Aufenthalt im Künstlerhaus Schloss Balmoral. Architekturmotive bilden den Mittelpunkt seiner fotografischen Tätigkeit. Seine Arbeiten werden regelmäßig auf Kunstmessen wie der Art Basel, der Art Cologne oder der neuen Armory Show in New York präsentiert.
Diergarten steht auf der Liste „100 Köpfe von morgen“, in der ausgewählte junge Menschen vorgestellt werden, denen wegen ihrer „Kreativität und Leistungsbereitschaft eine aussichtsreiche Zukunft“ prognostiziert wird. Er lebt und arbeitet in Frankfurt am Main.

### Fotokunst
Diergartens Fotomotive sind zum Beispiel Häuser, Hütten, Fassaden, Türen oder Imbissstände, die er in typologischen Bildfolgen zur Ansicht bringt. Genormte kleine Strandhütten und -körbe, die er außerhalb der Badesaison aufgenommen hat, wirken dabei abstrakt und laden durch die subjektive Sehweise des Fotografen gleichzeitig ein, die menschlichen Spuren zu deuten; die Bilder machen den Betrachter neugierig auf die Geschichte, die sich hinter den aufgenommenen Gegenständen verbirgt. Sie sind ein „nüchternes Dokument, schnörkellos, sparsam in seinem zeitlosen Licht […] Diergarten spürt subtile Details auf, umgrenzt den Raum mit einer entwaffnenden Einfachheit“. In seiner sachlichen Konzentration auf die Alltagskultur steht Diergarten Fotografen wie Albert Renger-Patzsch oder Walker Evans nahe, in seiner Farbgebung dabei eher US-amerikanischen Fotografen wie Stephen Shore. In seinen Bildern finden sich enge Bezüge zur Malerei.
Einer seiner frühen Arbeitszyklen hieß Typografie und Fassaden (1995). Die Türen sind geschlossen, es sind keine Menschen auf den Bildern zu sehen. Bei der Ausstellung „House Trip“ auf dem Art Forum Berlin befestigte er 2007 die Fotografie einer Haustür aus der Pfalz neben die Eingangstür eines in der Halle errichteten künstlichen Hauses und zog auf diese Weise eine für den Betrachter „beunruhigende Grenze zwischen privatem und öffentlichem Leben“. Daniele Muscionico schreibt: „Diergarten ist ausgebrochen aus dem Kanon, um in seiner eigenen Bildsprache mehr zu versuchen: die visuelle Alphabethisierung des Betrachters, die Sensibilisierung für seine Umgebung, seinen Lebensraum – und für seine Mitteilung.“ Diegartens Motive in der Serie England (2006) sind Wartehäuschen, Bänke und Badebauten entlang der Küste, wobei eine originelle Gruppenzuordnung und Farbgebung eine bemerkenswert charakteristische Seebad-Atmosphäre erzeugen.

### Zitat
- „In all meinen Arbeiten steht das Besondere im Banalen im Vordergrund. Mich interessieren die von Menschen „unbewusst-bewusst“ erzeugten Bilder, die in Form banaler Häuserfassaden oder auch banaler Strandbebauung vorzufinden sind.“[7]

## Werke

### Einzelausstellungen
- 2023: Galerie Kicken, Berlin
- 2019: „Auf Bötzow“, Int. Shenyang Photography Festival, China, CN
- 2013: Forum Alte Post, Pirmasens | Passagen[8]
- 2013: Museum DKM, Duisburg | Das Besondere im Banalen
- 2010: Weserburg, Bremen[9]
- 2007: Rose Gallery, Santa Monica, USA
- 2006: Galerie Kicken, Berlin
- 2005: Kunstverein Heidelberg
- 2005: Artothèque Caen, Frankreich
- 2004: DoArt, Seoul, Südkorea
- 2001: Galerie Holm & Wirth, Zürich
- 2001: Centre Photographique de Normandie (CPN)/Pôle Image, Rouen

### Gruppenausstellungen
- 2007: Künstlerhaus Schloss Balmoral
- 2007: Art Forum Berlin
- 2006: Japan Foundation, Köln
- 2004: Internationale Tage Ingelheim, Ingelheim
- 2004: Theatre de la Photographie et de l’image, Nizza
- 2002: Landtag Rheinland-Pfalz, Mainz,
- 2002: Wilhelm-Hack-Museum, Ludwigshafen
- 2002: Suermondt-Ludwig-Museum, Aachen
- 1998: Pfalzgalerie Kaiserslautern

### Arbeiten im öffentlichen Sammlungen
Diergartens Arbeiten befinden sich im Bonner Museum für Zeitgeschichte, weitere Standorte sind unter anderem: WestLB (London), Land Rheinland-Pfalz, Centre Photographique de Normandie (Rouen), Landeskunstsammlung Hessen und Museum Pfalzgalerie Kaiserslautern.

### Bücher und Kataloge
- Götz Diergarten Photographs. Hatje Cantz Verlag, Ostfildern 2010. ISBN 978-3-7757-2563-7
- Strandcabines, Knokke – Koksijde. Text: Christoph Zuschlag. Deutsch, Französisch, Englisch. Mul edition, Lüttich 2005. ISBN 2-915409-06-4
- Gouville. Deutsch, Französisch, Englisch. POC, Rouen 2003. ISBN 2-915409-01-3
- Ravenonville. 67 Fotobilder. Freiburg (Breisgau) 2001. ISBN 3-00-008036-8

### Sekundärliteratur
- Maurice Lecoeur: Vorwort. In: Ravenonville. 67 Fotobilder. Freiburg i.Br. 2001. ISBN 3-00-008036-8
- Daniele Muscionico: Der Reichtum der Zurückhaltung. In: Ravenonville. 67 Fotobilder. Freiburg i.Br. 2001
- René G. Siemer: Der feine Unterschied und Fragen an Götz Diergarten. In: Kunst 21